# 마라끄
마라끄(아랍어: مَرَق) 또는 푸드(소말리어: fuud)는 예멘과 소말리아, 소말릴란드의 국 또는 스튜이다. 그 자체로 먹기도 하고, 살타나 파흐사 등 다른 음식을 만드는 데 쓰이기도 한다.

## 이름
아랍어 "마라끄(مَرَق)"는 단순히 "국물"을 뜻하는 말이다.

## 만들기
양파와 마늘, 고추 등 향신채를 기름에 볶다가 쿠민, 깟씨, 후추 등 향신료를 넣고, 양고기나 닭고기 등의 고기를 넣어 푹 삶는다.

## 같이 보기
- 고깃국